# 朝鮮博覧会

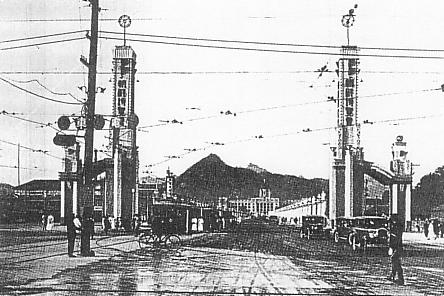
朝鮮博覧会

朝鮮博覧会（ちょうせんはくらんかい、略称：朝鮮博、朝鮮語：조선박람회）は、1929年（昭和4年）9月12日から10月31日までの会期で行われた朝鮮総督府主催の博覧会。京城府（現：ソウル特別市）、景福宮の敷地が会場となった。

## 概説
韓国併合からの施政20周年記念行事として斎藤実総督の下で開催された。会場の景福宮は李氏朝鮮時代に王の居住部分だった場所を撤去し公園化が図られた。なお、現在では王宮の復元作業が行われている。
個人の入場者数は約70万人。団体で約40万人、無料招待客約22万人、子供約12万人、軍人約5千人の合計約140万人が見物に訪れ、博覧会はとても賑わった。朝鮮総督府側は朝鮮物産の振興と対外宣伝のアピールを目的としていたが、博覧会の盛況によって目的は果たされたといえる。
朝鮮博覧会の会期中は場内の催しだけではなく、京城府内の各地で大会や集会が開かれた。京城駅（現：ソウル駅）前には訪問客を出迎える「歓迎門」が造られた。

### 主な陳列館
- 産業北館（775坪）
工業製品の展示。古代の生物の遺跡も展示されていた
- 産業南館（1,070坪）
米を除く農産物、水産物、園芸、畜産、養蚕業、林業の展示
- 社会経済館（225坪）
青少年保護施設、公設市場、職業紹介、貧民救済などの社会事業と金融組合、産業組合などの各種経済団体の出展陳列
- 米の館（230坪）
朝鮮米に関する展示
- 各道審勢館（520坪）
朝鮮各道の主要産物を実物や模型、写真で展示。最多額の費用が投じられた陳列館である
- 教育美術工芸館（525坪）
各時代の朝鮮の美術工芸品の展示。帝展の名作や鮮展第1回から7回の入選作品の展示。古墳、名勝、天然記念物保護に関する展示や気象観測、考古学の展示もされていた
- 交通土木館（550坪）
交通、土木、通信の施政20年間の進歩を紹介
- 司法警務衛生館（323坪）
大韓帝国時代の裁判と日本時代の裁判の様子を人形でパノラマ展示
- 機械電気館（500坪）
機械、電気に関する展示
- 参考館（630坪）
新聞、商船、通運、農林省、南洋庁などの参考出展を陳列。ドイツ、フランスなど海外からの出展もされていた。大阪毎日新聞社のロボット「學天則」が展示され、脚光を浴びた
- 接待館（75坪）
貴賓客の接待用に造られた
- 内地館（1,452坪）
朝鮮博覧会最大の陳列館。特設館を持たない各府県別のコーナーを作って物産を展示
- 大阪館
大黒「福おこし」の展示販売。大坂城、築港、難波橋などの工業の発展を紹介
- 名古屋館
特産品などの展示
- 九州館
九州各県、沖縄県の特産品などの展示
- 東京館
東京市の特産品などの展示
- 京都館
西陣織、京染、陶磁器、刺繍、屏風、扇子など名産物の展示
- 北海道館
札幌の時計台をイメージした陳列館
- 樺太館
海豹島のパノラマ。国境制定議定書の展示や樺太の歴史、大泊港や豊原市街地の様子を紹介。オットセイ毛皮、キツネ毛皮など樺太特産品も展示されていた
- 海軍館
各種軍艦の模型や観艦式・軍港・要港の施設なども模型で展示されていた
- 陸軍館
日清戦争・日露戦争の両戦役を経た戦争・兵器の推移、各種大砲・防空兵器など地上戦・航空戦のパノラマ展示。館外には実物の戦車を展示した
- 満蒙館
関東庁と南満州鉄道（満鉄）の合同経営。満蒙の交通模型を中心に農業、鉱業、畜産が紹介され大連の塩田、渤海の網漁、満蒙の生活を模型で展示
- 台湾館
熱帯植物園。台湾の五大産業を紹介する回転陳列があった
- 水産館
鯨の骨格標本を展示
- 鉄道省館
東京急行電車の展示。鉄道関係の諸機械や図表、模型、ジオラマ、活動写真などの展示

## 沿革
- 1921年（大正10年）9月15日 - 産業調査会において適当な時期に博覧会を開催すべきと決議。
- 1929年（昭和4年）9月12日 - 勤政殿にて開場式が挙行される。
- 同年10月1日 - 閑院宮載仁親王の台臨を仰ぎ開会式が挙行される[2]。